# 金英子
金 英子（キム・ヨンジャ、朝鮮語: 김영자、1925年6月25日 - 2013年11月10日）は、大韓民国の政治家。第10代大韓民国国会議員。仏教徒。本貫は金海金氏。

## 経歴
1925年6月25日、日本統治時代の朝鮮で慶尚南道の咸陽に生まれた。晋州女子高等学校を経て中央大学校経商大学校を卒業した。
その後は保健福祉部で課長職や局長職を務め、1978年12月12日に実施された第10代総選挙にて国会議員となり、その後も新民主共和党の副総裁などの要職を務めた。
2013年11月10日、老衰により89歳で死去した。